# Agladrillia badia
Agladrillia badia é uma espécie de gastrópode do gênero Agladrillia, pertencente a família Drilliidae.